# 상아질 지각과민증
상아질 지각과민증(象牙質知覺過敏症, Dentin Hypersensitivity, DH 또는 DHS), 이시림, 혹은 시린니는 예리한 성격의 짧은 치아 통증으로, 외부 자극에 반응하여 노출된 상아질 표면에서 발생하는 현상을 의미한다. 이때 자극에는 온도 변화(차갑거나 뜨거운 음식/음료), 증발(공기 노출 등), 촉각적 자극(칫솔질, 치실 사용 등), 삼투압 변화(단 음식이나 짠 음식 섭취 등), 화학적 자극(산성 음식이나 음료), 전기적 자극 등 다양한 종류의 자극이 모두 포함된다. 이러한 통증은 다른 치과 질환으로 설명될 수 없는 경우에 상아질 과민증으로 진단된다.
어느 정도의 상아질 민감성은 정상적인 현상이지만, 일반적인 일상 활동(예: 차가운 음료를 마시는 것) 중에는 통증을 느끼지 않는 것이 일반적이다. 이처럼 상아질이 민감한 경우 이가 시리다고 한다.

## 증상
시린니의 통증은 외부 자극에 대한 반응으로 나타나는 날카롭고 갑작스러운 통증이다. 가장 흔한 유발 요인은 차가운 자극이며, 상아질 과민증을 가진 사람들 중 75%가 차가운 자극을 받았을 때 통증을 경험한다고 보고하였다.
그러나 차가운 자극 외에도 다양한 요인이 상아질 과민증의 통증을 유발할 수 있다.
- 열 자극에는 뜨겁거나 차가운 음식과 음료,[4] 찬 공기, 치과 기구에서 나오는 냉각수 분사가 포함된다.
- 전기 자극에는 전기 치수 검사기(electric pulp tester)와 같은 치과 기기가 해당된다.[6]
- 기계적-촉각적 자극은 치과 검진 중 치과 탐침 사용,[6] 치주 스케일링 및 치근 활택술,[6] 칫솔질[4] 등으로 인해 발생할 수 있다.
- 삼투압 자극은 설탕과 같은 고장성 용액(hypertonic solution)에 의해 유발될 수 있다.[6]
- 증발 자극은 치과 기구에서 공기를 분사하여 유발할 수 있다.[6]
- 화학적 자극은 식이산, 위산, 치과 치료 중 사용되는 산 부식제(acid etch)와 같은 산 노출이 원인이 될 수 있다.[6]

통증이 발생하는 빈도와 심각도는 개인마다 차이가 있으며 일정하지 않다.

## 원인

치아의 단면. 상아질 이외의 층은 법랑질, 시멘트질, 치은 등으로 덮여있다.

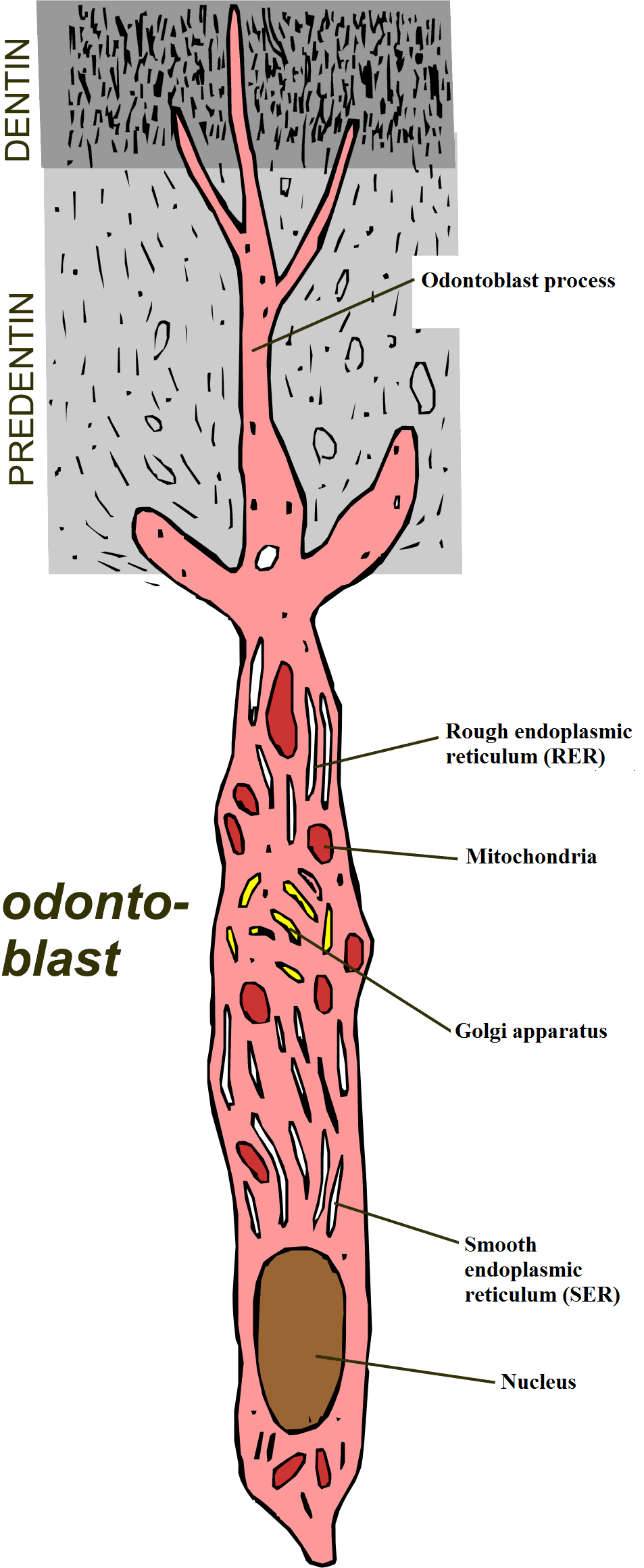
상아질세포(odontoblast)

상아질 과민증의 정확한 원인은 아직 명확하게 밝혀지지 않았다. 이를 설명하기 위해 여러 가지 이론이 제시되었으며, 대표적인 이론으로는 치수세포 감응 이론(Odontoblastic Transduction Theory), 신경 이론(Neural Theory), 수력학적 이론(Hydrodynamic Theory) 등이 있다.

### 수력학적 이론
현재 가장 널리 받아들여지는 모델은 1964년 브랜스톰(Brannstrom)이 제안한 '수력학적 이론'이다. 이 이론에 따르면, 노출된 상아질 표면이 온도 변화, 화학적 자극, 촉각적 자극, 증발 등의 외부 자극을 받으면, 상아세관(dentinal tubules) 내부의 액체 흐름이 증가하여 통증이 발생한다.
상아질은 치수에서 바깥 방향으로 방사형으로 퍼져 있는 0.5~2 마이크로미터(μm) 정도 너비의 수천 개의 미세한 상아세관을 갖고 있다. 이 상아세관 내부에는 혈장과 유사한 체액이 존재하며, 이 액체의 흐름 변화가 치수 신경에서 기계수용기를 자극하여 통증을 유발한다는 것이 수력학적 이론이다.
상아세관 내 액체의 흐름은 치수를 향하거나 치수에서 멀어지는 두 가지 방향으로 이동할 수 있다. 치수에서 멀어지는 액체 흐름은 찬 음식, 공기 압력, 치아 건조, 단 음식, 신 음식(탈수 작용을 하는 화학물질) 등의 자극으로 인해 발생한다. 연구에 따르면, 이 방향의 액체 이동이 더 강한 통증 반응을 유발한다. 반면 치수를 향하는 액체 흐름은 뜨거운 음식이나 열 자극으로 인해 발생한다. 이러한 기전에 의해, 찬 음식이나 공기, 건조 등의 자극이 상아세관 내 액체를 치수에서 멀어지게 하면 더욱 강한 통증이 유발될 수 있다. 이는 치아 과민증을 겪는 사람들이 차가운 음식, 뜨거운 음식, 또는 물리적인 압력에 민감하게 반응하는 이유를 설명한다.

### 치수세포 감응 이론
치수세포 감응 이론은 라프 등이 제안한 이론으로, 상아질세포(odontoblast)가 수용체 역할을 하며 시냅스 접합을 통해 신경 말단에 자극을 전달하여 통증을 유발한다고 설명한다. 그러나 이 이론을 뒷받침하는 과학적 근거는 충분하지 않다.

### 신경이론
신경 이론은 열 자극이나 기계적 자극이 상아세관 내부의 신경 말단에 직접적으로 영향을 미쳐 치수 신경과 직접 연결됨으로써 통증을 유발할 수 있다고 주장한다.

### 상아질 노출 원인
상아질이 노출되는 일반적인 원인은 치은 퇴축과 치아 마모이며, 그중에서도 상아질 과민증의 주요 원인은 치은 퇴축이다. 치은 퇴축이 발생하면 치근 표면이 노출되면서 시멘트질과 도말층(smear layer)이 손실된다. 잇몸이 후퇴하는 원인으로는 과도하거나 강한 칫솔질, 연마 성분이 많은 치약 사용(치아 마모), 만성 치주염(잇몸 질환) 등이 있다.
상아질 과민증의 덜 흔한 원인으로는 산에 의한 치아 부식이 있으며, 이는 위식도 역류 질환(GERD), 신경성 폭식증, 산성 음식과 음료의 과도한 섭취 등으로 인해 치아의 단단한 조직이 용해되면서 발생할 수 있다. 반복적으로 낮은 pH 환경에 노출되면 법랑질(에나멜)이 손실되고 상아질이 노출되며, 이로 인해 과민증이 유발된다.
그 외에도 치아 미백, 흡연(치은 퇴축 유발 가능), 치아 파절 혹은 균열, 치경부 마모 및 이갈이 등이 상아질 과민증의 원인이 될 수 있다. 치경부 마모는 치아의 경부에 쐐기 모양의 결손을 유발하는데, 이를 치경부 마모 병변(abfraction lesions)이라고 한다. 치경부 마모 병변은 식습관, 치주 질환, 치아 마모와 직접적인 연관성이 없다는 연구 결과도 있다.
대부분의 전문가들은 상아질 과민증으로 인한 통증이 실제로는 정상적인 생리적 반응이며, 잇몸과 백악질 같은 보호층이 손실된 건강한 치수에서 나타나는 신경 반응이라고 주장한다. 즉, 상아질 과민증은 진정한 의미에서 이질통(allodynia)이나 통각과민의 한 형태가 아니라는 입장이다. 그러나 이에 반대하는 견해도 존재한다. 모든 노출된 상아질 표면이 반드시 과민증을 유발하는 것은 아니며, 과민한 상아질 부위에서는 열린 상아세관이 더 많이 존재하여 치수에 대한 자극이 증가할 가능성이 있다. 이러한 자극은 일정 수준의 가역적인 염증(reversible inflammation)을 유발할 수 있다고 일부 연구자들은 주장한다.

## 치료
상아질 과민증을 장기적으로 완화할 수 있는 보편적으로 인정된 표준적 치료법은 없으며, 따라서 다양한 치료법이 제안되었으나 과학적으로 연구된 결과에 따르면 그 효과는 각기 다르다. 일반적으로 치료법은 치과 치료와 자가 치료(처방전 없이 구매할 수 있는 일반의약품 또는 처방을 통해 사용할 수 있는 치료법)으로 나눌 수 있다.
일반의약품(OTC)은 여러 개의 치아에 걸쳐 나타나는 경증에서 중등도의 상아질 과민증 치료에 더 적합하며, 반면 치과 내 치료는 한두 개의 특정 치아에서 나타나는 중증의 상아질 과민증에 적합하다. 치료 과정에서는 비침습적이고 간단한 자가 치료법을 먼저 시도한 후, 치과 치료를 시행하는 것이 권장된다.
상아질 과민증 치료의 주요 작용 기전은 상아세관 폐쇄(수지·바니시·치약 등의 사용) 또는 신경 섬유 감각 둔화/신경 전달 차단(염화칼륨·시트르산칼륨·질산칼륨 등의 사용)으로 구분된다.

### 자가치료
자가 치료에는 탈감작 치약 또는 치약제, 칼륨염, 구강 세정제, 껌 등을 사용할 수 있다.
현재 다양한 상아질 과민증 완화 치약이 판매되고 있으며, 대표적인 성분으로는 염화 스트론튬, 아세트산 스트론튬, 아르기닌, 탄산칼슘, 하이드록시아파타이트, 칼슘 나트륨 인산규산염 등이 있다. 또한, 탈감작 기능을 가진 껌과 구강 세정제도 시판되고 있다.
칼륨을 함유한 치약은 일반적으로 사용되지만, 과민증 완화 기전은 명확하지 않다. 동물 연구에서는 상아질 깊은 부위에 칼륨 이온을 적용하면 신경 탈분극이 발생하여 재분극이 방해된다는 결과가 나왔으나, 칼륨 함유 치약을 사용하여 침에서 일시적으로 증가하는 소량의 칼륨 이온이 이러한 효과를 일으킬 수 있는지는 불분명하다.
치근이 노출된 상아질 과민증 환자의 경우, 5% 질산칼륨 함유 치약을 하루 두 번, 6~8주간 사용하면 촉각·온도·공기 분사 자극에 대한 민감성이 감소하는 것으로 보고되었다. 그러나 메타 분석(meta-analysis)에 따르면, 사용자의 주관적인 민감성 감소는 6~8주 후에도 유의미한 차이가 나타나지 않았다.
질산칼륨을 함유한 탈감작 치약은 1980년대부터 사용되었으며, 염화칼륨 또는 시트르산칼륨 함유 치약은 적어도 2000년부터 판매되었다. 칼륨 이온이 상아세관을 따라 확산하여 상아질 내부 신경을 비활성화할 것으로 추정되지만, 2000년 기준으로 건강한 인간 치아에서 이 효과가 확인된 바는 없다. 이후 여러 연구에서 칼륨을 함유한 치약이 상아질 과민증 완화에 효과적일 수 있다고 보고하였으나, 양치 후 입을 헹구면 그 효과가 감소할 가능성이 있다.
칼륨염과 불소를 함유한 구강 세정제가 상아질 과민증을 감소시킬 수 있음이 연구를 통해 밝혀졌다. 2018년 발표된 무작위 임상 시험에서는 질산칼륨을 함유한 구강 세정제를 양치와 함께 사용했을 때 과민증 완화 효과가 있었다고 보고되었다.
나노 하이드록시아파타이트는 생체 적합성과 생체 활성이 뛰어난 물질로 간주되며, 최근 치과 분야에서 널리 사용되고 있다. 연구에 따르면, 나노 하이드록시아파타이트는 법랑질의 자연적인 구성 요소와 유사한 특성을 가지며, 입자가 작아 상아세관을 막아 과민증을 줄이고 치아 재광화를 촉진할 가능성이 있다. 이에 따라, 현재 나노 하이드록시아파타이트를 포함한 탈감작 치약과 구강 세정제의 수가 점점 증가하고 있다.